# پورتو آسیس
پورتو آسیس (به اسپانیایی: Puerto Asís) یک سکونتگاه مسکونی در کلمبیا است.

## خصوصیات
پورتو آسیس ۲۶٬۱۰۳ کیلومترمربع مساحت دارد.